# لهجة زهرانية
اللهجتان الزهرانية والغامدية هي اللهجتان الدارجتان في منطقة الباحة بالمملكة العربية السعودية، ويتحدث بها أبناء قبيلتي زهران وغامد.

## مفردات
تلمح أو تفرج: انظر أو دقق
يهول: حلو أو رهيب
صندحه: جبهه
يابه: أبي (أو أبوي)
ينسرط: يؤكل (وتأتي للتعبير عن الإعجاب)
هنيه: هنا
ابى: رفض
العطيف: الفأس
ميد ذاك: قلت لفلان
الاظاليف: اظافر الماشية
مشاش: عظام
يتهاوع: يكاد ان يستفرغ اجلكم الله
عقر: قتل
البلاد أو الركيب: المزرعة
يصرم: يدق القمح أو يطحنه
يرشح: يعرق
أصحت: تقال عندما يقف المطر وتنجلي السحب
يزل، يعدي = يدخل
يكايد: يعاند
هيله: جميل
يذل: يخاف
ورّع: انتظر
كسحه: فشيله
الصده: حفلة الزواج
مايرزى: مافية مشكلة أو عايدي
هبط: نزل وغالبا ماتستخدم للتعبير عن الذهاب إلى السوق (فلان هبط السوق)
عوِّد: رجع
يتلهم: يتذكر
غدى: ذهب
تلهوا: تأخر
يتهزى: يتشمت
الصدقان. الحبان: الاقرباء والأحباب
يحيط: يفهم
وطه: حط أو أوضع
نحاه أو نحاكاه: هذا هو
حِل عني: ابتعد عني
هويه: ليه أو لماذا
اتعيا به: احسن التعامل معه
قر: أثبت
قره: برد شديد
تخنطل: تعثر
هب لي: اعطني
حش: إدخال شي في مكان ضيق
أصه: اسكت
السفان: الأطفال
هاك: خذ
يشبر: يرجو ويتمنى الخير
كان: بس
تيه: تلك
افلح: اذهب
ذياك: هذاك
مغزول: قال علي بن صالح السلوك الزهراني «هو المجنون أو المتسرع»، وقال محمد عبد الله الخازم «(المغزول) أو (المصفوق) وجمعها بلهجة أهل الباحة (مغزلة) تعني الشخصية التي تتصرف خارج السياق، بشكل بهلواني أو مستهبل وقد فسرها علي الدميني في مقدمة رواية (المغزول) بالمجنون وذلك ضمن السياق العامي المبالغ في وصف المختلف بالمجنون وليس وفق السياق العلمي لمفردة المجنون».
وش معك: ماذا بك
اسس: علامة تعجب!!
بقعاء: جنية
دبو: دخلوا
مهدل أو ضم أو برطم: شفائف او فم
الخنافر: الأنف مع الفم
قيس: أمام
شاما: الجهة الشمالية
بحرا: الجهة الغربية
شرقا: الجهة الشرقية
يمنا: الجهة الجنوبية
ركيب: ارض زراعية
صريده: برد
أصه: أسكت
ها ليته: ليس وقتها
ينخش: يستخرج شيئاً بإصبعه
سفان، بزوره: أطفال وصغار
قبس: جمر
إندر: انزل
عسب: لكي
صيخه: أبله
المعابر: الرصاص
لخلخة: ضربات وصفعات
نخر: انف
حانس: حزين
الريع: المنطقة المرتفعة من الارض
ويل: تستخدم بمعنى الى حد ذلك او الى مكان معين مثل : صغ الصينية ويل  تنكس
غر: طفل
السبْتَة: الحزام
ألجغ: امضغ
يلقّم: يأكل
اليمان: السلاح
بقعان: المستقوي او جالب المشاكل
اللُكْمة: الارض
هيل او هول: لها معنى آخر يعني القوة وكثرة العدد 
الشدْق: الفك او الفم
فدْغة: أبله
سبْهة: أهبل
ما  شي: لايوجد شيء
صنّة: رائحة قويّة
هلمّو: تعالو 
صعيد: أرض
طاوي: جائع
غُدْرة: ظلام
ما  شَي هَيْلة: مريض
زغود: لغلوغ
سومه: غثيان مزعج 
حومه: الشعور بدوران
طيغة: وحل
مصراع: باب
على سعة: على مهل
يتمشمش يأكل اللحم من العظم
يديس: يدهس او يطحن
يتشيدق: يستهزء ويسخر بالتقليد
أقْمع: فعل أمر يعني أجلس ولكن بطريقة فضةمثل كلمة انطق او اترزع باللهجات الاخرى
ابْدى او بدى : ظهر جزء منه او كله او لفى او دخل او طل
يتهرج: يتكلم
يسعى: يركض
همَجه: حشره صغيرة تطير ولا تقرص
كراعين: ارجل
يصون: يحفظ الكرامه ويحمي السمعه
وثّق: اغلق شيء مادي
غلّق: انتهى او خلص
هتان: المطر الخفيف
البداية: النافذة
الشَقر: الجناس الكامل في النحو
كفح او فار: طفح وفاض
قصْد: ورك
غش: غلى من الغليان
شامز: غير جميل او قليل الملوحه
خرع: خاف
يلعلع: يشتعل 
اقدا: أجدى حسنا
آبه او أبيه: ابي
أمّه اول اميه: امي
بعل: زوج
معمعه: تزاحم وصراع 
مخْنز: سيء
سرَح: ذهب او راح
يتشرّع: يستحم
عصبه او رعيّة: جماعه او مجموعه
مكْمكة: تلكيم 
متضرّع: مهلك او يعرج او يتألم 
متنافر او نافر: متباعد او منفوش
الدينه: الغيمه
صمْطة: برد شديد
منصاغ: مائل ، وصغ تعني: ميّل
قلح: وصاخة
صمق: صفع
الصواقع: البروق ، وذكرت في قصائد عديدة
يتْمزّح: يمزح
ما أشتي: لا أريد 
أشتي: أريد
وشْبك ومذابك و وش معك: ما بك ماذا فيك
نحر: رقبة
كرموح: المرفق
رفص: ركل
مخنفر: عابس 

## أمثال
- شاهد أبو حصين ذنبة
- أسرع تبطي
- العجلة ماتصيد الحجلة
- شفك يامسعود
- الاقدام تجري عليها الاحكام
- إذا جاء القضاء ضاق الفضاء
- قلت ثور قال بقرة
- راعي نية يغلب راعي نيتين
- السالم له في البحر طريق
- فرج الله قريب وطالبه ما يخيب
- اللي يجي من السماء تتلقاه الأرض
- ما يقطع الرأس الا من ركبه
- المصلح الله / الصلاح من الله
- المقدر ما يصدر
- الحذر ما يمنع القدر
- المكتوب على الجبين ما تمحاه اليمين
- المكتوب ماعنه مهروب
- يرزقني رازق الطير
- يرزق بلاد الفسد ولا يرزق بلاد الحسد
- الحسد قليعة
- الطمع مزلقة
- اللي ما يجيبه الضيق تاجي به السعة
- اللي يبغى الدح لا يقول أح
- اللي معه سوق وعقبة رجله على كل رقبة
- ابعد حدك يقربوه الرجال
- ان طاعك الزمان والا طعه
- إذا ماطاوعك السوق فطعه
- الحجر من الأرض والدم من راسك
- الجد مفرق الحيل
- خذها برأسك
- راس تقطعه ما جاك فازع
- رأس ما يدخله الهوى موته وحياته سوا
- شيء لا هيا لك منه قرب نفسك منه
- ضيف الاجواد يعزم
- الضيف في حكم المضيف
- من شار ضيفه أطواه
- من ابى من العزيمة بلاه الله بالركزة
- وجه يدعيك ولا وجه تدعيه
- قابل الصياح بالصياح تنجا
- من ذل سلم
- القصير اما حكمة والا نقمة
- قوم بلا جهال قوم مذلة وقوم بلا عقال تغدي حقوقها
- الصداقات ثلاث (صداقة النايبات وجور الزمان، وصداقة حلة وملة ودلة، وصداقة مرة وبقرة وتمرة)
- ما كل بيضاء شحمة
- من طول هراوتة ذل
- ولد بطني يعرف رطني
- أهل الميت صبروا والمعزية كفروا
- إذا انقطع العزاء انقطع المزا
- البخيل ماهو اللي يبخل بدراهمه البخيل اللي يبخل بجاهه
- مزحة برزحه
- النشمي امه ترجيه والمغزول امه تبكيه
- الجوع يخلف الطبوع
- ألحق ايدها رجلها
- حزي بريقه
- خنقة في سفل ولا لطمة في سوق
- ضرس يقبع ما يسمع
- صبه واحقنه
- عافها يوم شافها
- لا تنصح البهيمة يتعادى لك
- قاز في قفاز
- ماعنده الا مفاتيح الرفه
- يا ما احسنه ضيف وما اخسه مضيف
- ايد ما تقواها صافحها
- ارقد دافي تصبح متعافي
- اضرب المرة بالمرة ولا تضربها بالهراوة
- جذعة النسوان تنحر
- جرادة ما ينحطب لها
- الاعور في بلاد العمي فاكهة
- أكبر منك بيوم اعرف منك بسنة
- اللي معه وقاية ماتحرقه القبس
- اللي يأخذ من المسراب يشكي على الدمنة
- اللي يمسح وجهه يستحي، واللي يحك جبهته فيها مغدا وماجا، واللي يحك قفاته لا يغدي ولا يجي
- ان انكحوني اهلي والا على امهال
- قهر في امه عود ينكح
- ليته بحمله يقوم
- ما يعرف من الغنم الا سكة
- تعود لأمهاتها ولو قرحت
- زكاة الجرباء منها
- رمية أبو كبير
- قوت لايموت
- كل يدق له
- كما حمار المذرية
- صنق آل حمامة
- مع العريكة وبهواها
- العاجلة تأكلها الطير
- لو حسّب الزراع ما زرع
- العجلة ما تصيد الحجلة
- العرق من السعورة
- العمش ولا العمى
- قدر الجبرا ما يفور
- بق من شيء ترده الهوى يغدي بطالبه
- كرّه بنفسه وزاد أهل الردى كرهوا به
- كنّه حليب بكْره
- حطيت خرصك في أذنك
- لانغدي في كيني وميني